# Unabhängiger Studentenverband

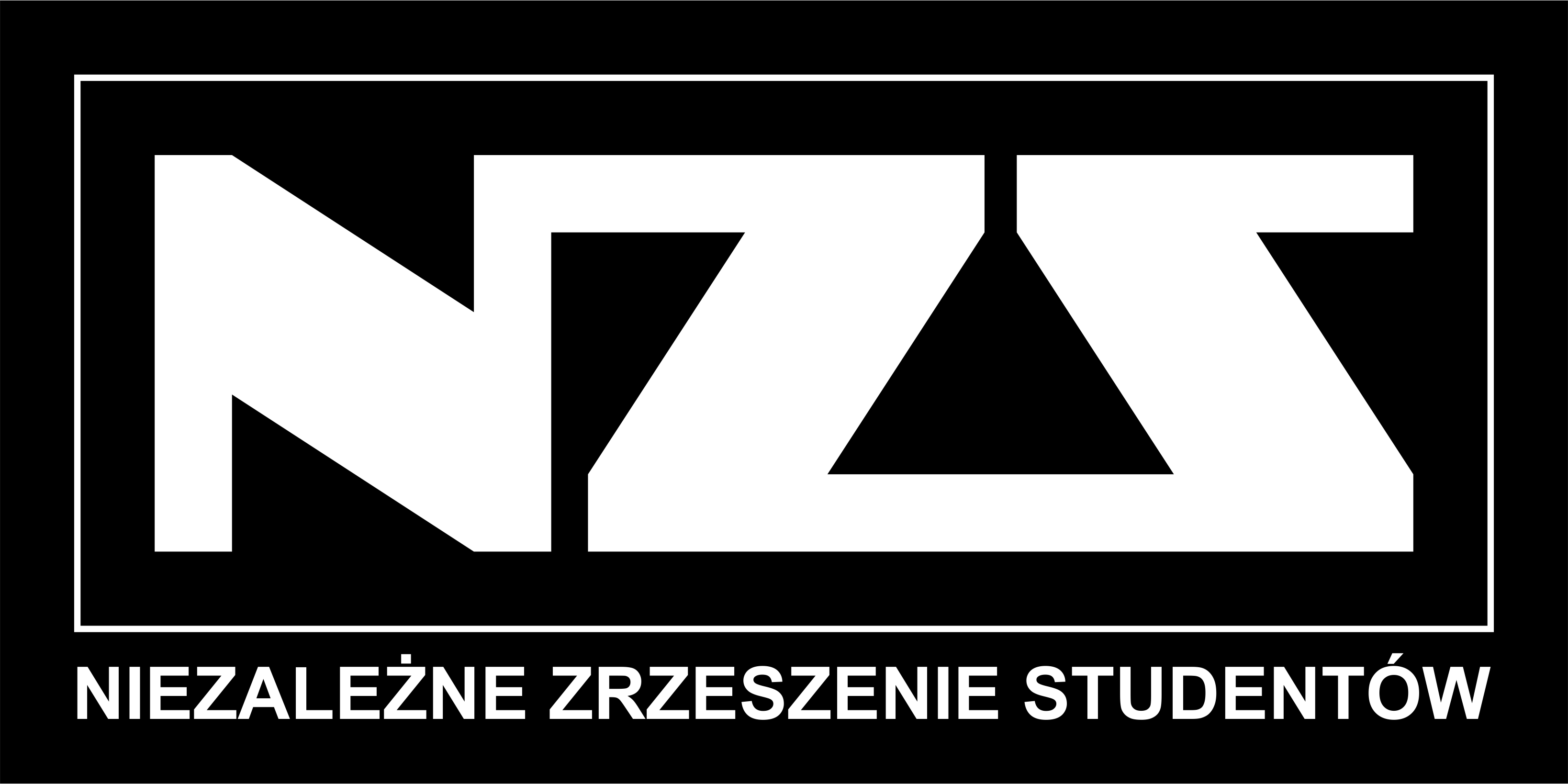

Der Unabhängiger Studentenverband (poln. Niezależne Zrzeszenie Studentów, NZS) ist eine polnische Studentenvereinigung und entstand am 22. September 1980 in der Folge der Ereignisse und Arbeiterstreiks im August. Sie war eine studentische Widerstandsäußerung gegen das seinerzeitige politische Regime in der Volksrepublik Polen.

## Geschichte
Der Name der Vereinigung wurde auf einem Treffen von 60 Gründer-Gruppen aus Hochschulen des ganzen Landes festgelegt, die sich am 18./19. August 1980 an der Technischen Universität Warschau versammelten. Die Namenswahl erfolgte in einer demokratischen Abstimmung. Auch Warschau wurde als Sitz des NZS bestimmt, ein Statut verabschiedet und ein 11-köpfiges allpolnisches Gründungskomitee in folgender Zusammensetzung eingesetzt: Mirosław Augustyn, Piotr Bikont, Wojciech Bogaczyk, Stefan Cieśla, Jacek Czaputowicz, Teodor Klincewicz, Barbara Kozłowska, Maciej Kuroń, Krzysztof Osiński, Leszek Przysiężny und Marek Sadowski.
Das NZS war gewissermaßen die studentische Entsprechung zur Solidarność und versammelte junge Leute, die eine Unabhängigkeit von den staatlichen Studenten-Organisationen wollten und darüber hinaus eine Demokratisierung des akademischen Lebens, die Wahrung der grundlegenden Menschenrechte und politischen Freiheiten im Land, die Respektierung polnischer Traditionen der Unabhängigkeit und Patriotismus.
Über lange Zeit verschleppten die Behörden die Registrierung des NZS. Erst nach Studentenstreiks, vor allem in Łódź, wo sie das sogenannte Übereinkommen von Łódź nach dem längsten studentischen Besatzungsstreik in Europa unterzeichneten, stimmte das seinerzeitige kommunistische Regime der Registrierung des Verbandes zu, die am 17. Februar 1981 stattfand. Erster Vorsitzender des NZS wurde Jarosław Guzy. Die Organisation, neben den klassischen pro-studentischen Aktivitäten und Forderungen nach einer Reform des Hochschulwesens, unterstützte auch politisch die Aktivisten der Solidarność-Bewegung.
Nach Einführung des Kriegsrechts wurde der NZS verboten und viele seiner Aktivisten verhaftet. In einigen akademischen Hochburgen richtete sich der NZS jedoch auf eine Untergrundtätigkeit ein. In der zweiten Hälfte der Achtziger-Jahre des 20. Jahrhunderts bahnte sich eine Zusammenarbeit mit seinem jugendlichen Gegenstück an, der Föderation der Kämpfenden Jugend (poln. Federacja Młodzieży Walczącej, FMW). Die FMW entstand 1984 in Warschau und vereinigte vor allem die Schüler von Mittelschulen, junge Arbeiter und Studenten.

## Nach 1989
Nach dem Jahr 1989 wurde der NZS wieder legalisiert. Schrittweise änderte er auch das Profil seines Wirkens, so mit der Entscheidung zur Begrenzung politischer Initiativen auf Angelegenheiten der Wahrnehmung studentischer Interessen sowie die Ausrichtung kultureller Veranstaltungen.
An seine historischen Wurzeln anknüpfend engagierte sich der NZS auch für den demokratischen Wandel während der Orangefarbenen Revolution in der Ukraine und arbeitet mit der Oppositionsbewegung gegen Aljaksandr Lukaschenka in Belarus zusammen.
Durch den NZS gingen im Verlauf von mehr als 25 Jahren seines Wirkens über 190.000 Menschen. Heute stehen viele von ihnen in den Schlagzeilen der Zeitungen: Politiker, Journalisten, Geschäftsleute und Kulturschaffende.

## Vorsitzende des NZS
- 1981–1982: Jarosław Guzy, Jagiellonen-Universität Krakau, von April 1981 bis zum Verbot im Februar 1982 nach Verhängung des Kriegsrechts
- 1989–1989: Keine formellen Vorsitzenden gewählt
- 1989–1990: Artur Olszewski, Technische Universität Breslau
- 1990–1991: Paweł Piskorski, Universität Warschau
- 1991–1992: Filip Kaczmarek, Adam-Mickiewicz-Universität Posen
- 1992–1993: Krzysztof Lisek, Medizinische Akademie Danzig
- 1993–1994: Miłosz Bieniecki, Schlesische Medizinische Universität Kattowitz
- 1994–1995: Witold Repetowicz, Jagiellonen-Universität Krakau
- 1995–1996: Robert Macierzyński, Universität Oppeln
- 1996–1998: Adam Bielan, Wirtschaftsuniversität Warschau
- 1998–1999: Jacek Zieliński, Pädagogische Hochschule Krakau
- 1999–2001: Marek Czerniak, Adam-Mickiewicz-Universität Posen
- 2001–2003: Piotr Sulima, Universität Warschau
- 2003–2004: Paweł Szczeszek, Technische Universität Częstochowa
- 2004–2005: Bartłomiej Bagrincew, Wirtschaftsakademie Kattowitz
- 2005–2006: Marek Czerniak, Adam-Mickiewicz-Universität Posen
- 2006–2008: Marcin Leoszko, Universität Białystok
- 2008–2010: Piotr Wiaderny, Technisch-Naturwissenschaftliche Universität Bydgoszcz
- 2010:      Jakub Michalis, Politechnika Warszawska